# Nogomet na OI 2016.
Nogomet na OI 2016. u Riju održavo se od 3. kolovoza do 19. kolovoza. Utakmice su se odigravale u Rio de Janeiru, Belo Horizonteu, Brasíliji, Salvadoru, São Paulu i Manausu. U svih šest gradova su se održavale utakmice tijekom Svjetskog prvenstva 2014.

## Muški turnir
| Skupina A                      | Skupina B                                | Skupina C                                   | Skupina D                                 |
| ------------------------------ | ---------------------------------------- | ------------------------------------------- | ----------------------------------------- |
| - Danska - Brazil - JAR - Irak | - Nigerija - Švedska - Kolumbija - Japan | - Južna Koreja - Njemačka - Meksiko - Fidži | - Portugal - Honduras - Alžir - Argentina |

## Osvajači odličja
| Kategorija | Zlato    | Srebro   | Bronca   |
| Muškarci   | Brazil   | Njemačka | Nigerija |
| Žene       | Njemačka | Švedska  | Kanada   |

## Vanjske poveznice
- Službene stranice OI 2016./nogomet  Arhivirana inačica izvorne stranice od 30. kolovoza 2016. (Wayback Machine)